# Claes Adolph Fleming
Claes Adolph Fleming, född 24 april 1771 på Lydinge gård i Stavby socken i Uppsala län, död 12 maj 1831 i Stockholm, var en svensk greve, en av rikets herrar, riksmarskalk, lantmarskalk, serafimerriddare samt president i Kammarrätten.

## Biografi
Fleming var son till hovmarskalken, friherre Johan Kasimir Fleming Jöransson af Liebelitz till Lydinge och Österberga (1738–1794) och grevinnan Florentina Henrietta Hamilton (1750–1773), dotter till fältmarskalken, greve Gustaf David Hamilton och Jacobina Henrietta Hildebrand.

### Militärtjänst
Claes Adolph Fleming kom 1781 till Uppsala, där han kom att bli kvar som student fram till 1794. Under denna tid kom han att knyta nära vänskapsband med Matthias Floderus, son till professorn i grekiska Johan Floderus. Erik Gustaf Geijer skrev senare att han varit vittne till den förtrolighet, varmed en av rikets herrar greve Fleming umgicks med prosten i Rasbo. Under sin tid i Uppsala utnämndes Fleming 8 mars 1782 till fänrik vid Livgardet, blev 7 december 1787 löjtnant vid Livgardet, perioden 1788–1790 innehade han garnisonstjänst i bland annat Stockholm, Göteborg och Karlskrona, men begärde 12 mars 1790 avsked från krigstjänst.

### Hovtjänst
Den 19 maj 1794 kallades Fleming till hovet som "cavailler" hos Hedvig Elisabet Charlotta och redan 2 november följande år utnämndes han till överstekammarjunkare hos Gustav IV Adolf, som fattade tycke för honom och använde honom vid flera stats- och amassadörsbeskickningar utomlands. Fleming reste även med kungen på dennes friarresa till Sankt Petersburg 1796. Enligt Hedvig Elisabet Charlotta var Fleming en av kungens ytterst få förtrogna privata vänner; hon beskriver hur han möjligen på grund av detta uppvaktades av Reuterholm 1795, men alltid var mycket reserverad med monarkens förtroende och sparsam med att låta sig nyttjas som mellanhand.
År 1800 blev han ledamot av riddarhusutskottet i riksdagen, men inträdde i politiken först vid 1809 års riksdag, där han först var ordförande i stats- och sedan i konstitutionsutskottet samt revisor över riksdiskontverket. År 1810 var han lantmarskalk under riksdagen och utnämndes i november samma år till statsråd, något han förblev till 1824, då han blev president i Kammarrätten.
Fleming utnämndes 20 februari 1814 till en av rikets herrar och upphöjdes vid kröningen 11 maj 1818 i grevligt stånd, introducerad 3 maj 1820 under nr 132 och blev 1824 riksmarskalk.  I maj 1792 blev Fleming invald i Historiska Sällskapet i Uppsala.  Den 24 april 1810 blev han hedersledamot av Kungliga Vitterhets Historie och Antikvitets Akademien. och hedersledamot av Akademien för de fria konsterna. 1812 ledamot av Lantbruksakademien, han hade då redan 1799 blivit ledamot av Svenska akademien på stol nummer 4 och utnämndes så till ledamot av Vetenskapsakademien 1824. Han blev riddare av Nordstjärneorden 14 juni 1800. Fleming var dessutom hängiven frimurare.

### Privatliv
Claes Fleming förblev ogift. I Stockholm hade han ett ungkarlshem i kvarteret Jakob mindre vid Jakobs kyrka, med ett stort bibliotek och rikt på konst. Betjäningen bestod av en kammartjänare, två betjänter, en kusk och en kokerska. Somrarna tillbringade han på Lydinge. Förutom vänskapen med Floderus upprätthåll Fleming en intensiv brevväxling med professor Johan Henrik Schröder. Han var mecenat till Leonard Roos af Hjälmsäter, som vistades utomlands på Flemings bekostnad.
Fleming efterlämnade en förnämlig boksamling, ca 8000 volymer med betoning på svensk historia och en rik samling handskrifter, som redan 1823 testamenterades till Uppsala Universitet.